# Стівен Беннон
Стівен К. Беннон або скор. Стів Беннон (англ. Stephen K. Bannon, Steve Bennon; нар. 1954) — американський бізнесмен, інвестиційний банкір, кінопродюсер, консервативний ідеолог, керівник консервативного новинного сайту Breitbart, головний менеджер виборчої команди Дональда Трампа. Після обрання Трампа президентом — короткий час головний радник та стратег (новостворена посада), член Ради національної безпеки США.
Ідеї Стівена Беннона, його погляди на свободу слова та ЗМІ, розійшлися з уявленнями частини республіканського істеблішменту. Деякі однопартійці називали Беннона правим екстремістом і расистом. 5 квітня 2017 був виведений президентом Трампом із складу Ради національної безпеки.
18 серпня 2017 звільнений Трампом з посади радника.

## Біографія
Беннон народився в робітничій сім'ї у Норфолку, штат Вірджинія. У 1976 р. він закінчив Політехнічний університет Вірджинії, має ступінь магістра з національної безпеки Джорджтаунського університету. У 1983 р. 29-річний Беннон отримав ступінь магістра ділового адміністрування (з відзнакою) у Гарвардській школі бізнесу.
З серпня 2016 виконавчий директор президентської виборчої кампанії Дональда Трампа. Він є одним із засновників і виконавчим директором Інституту державної відповідальності і колишнім виконавчим головою Breitbart News LLC, материнської компанії Breitbart News Network. Він брав участь у фінансуванні і виробництві цілого ряду фільмів, в тому числі Fire from the Heartland: The Awakening of the Conservative Woman, The Undefeated і Occupy Unmasked. Беннон також веде радіо-шоу (Breitbart News Daily) на Sirius XM.

## Військова служба
Беннон є колишнім морським офіцером, він деякий час служив на борту USS Paul F. Foster (Тихоокеанський флот).

## Бізнес і медіа-кар'єра
Після військової служби, Беннон працював в Goldman Sachs, як інвестиційний банкір у відділі злиттів і поглинань. У 1990 р. Беннон і кілька його колег з Goldman Sachs заснували Bannon & Co. Через Bannon & Co., Беннон вів переговори про продаж Castle Rock Entertainment Теду Тернеру. Як оплату, Bannon & Co. отримали частку у п'яти телевізійних шоу, в тому числі Сайнфелд. Société Générale придбав Bannon & Co. у 1998 р.
Після продажу Bannon & Co., Беннон став виконавчим продюсером в Голлівуді. Він був виконавчим продюсером фільму з Ентоні Гопкінсом «Тіт» (1999). Беннон став партнером з Джеффом Квадінетцом у компанії The Firm, Inc.
У 2004 р. Беннон створив документальний фільм про Рональда Рейгана під назвою In the Face of Evil, був представлений Пітеру Швейцеру і Ендрю Брайтбарту.
З 2007 по 2011 рр. Беннон був головою і головним виконавчим директором Affinity Media. З березня 2012 по серпень 2016 рр. Беннон був виконавчим головою Breitbart News LLC, материнської компанії Breitbart News Network. Беннон також є виконавчим головою і співзасновником Інституту підзвітності уряду, де він допоміг організувати публікацію Clinton Cash.
У 2015 р. Беннон зайняв 19-е місце у списку Mediaite «25 Most Influential in Political News Media 2015».
17 серпня 2016 р. він був призначений виконавчим директором президентської кампанії Дональда Трампа. Після обрання Дональда Трампа Президентом США призначений радником. У січні 2017 року введений у склад Ради національної безпеки США. Це призначення викликало гостру критику зі сторони сенаторів Берні Сандерса та Джона Маккейна, розвідувального та військового істеблішменту.

## Особисте життя
Беннон ідентифікує себе як консерватора. У нього є дочка Морін, яка є випускницею Вест-Пойнту і, станом на жовтень 2015 р., лейтенантом у 101-й повітряно-десантній дивізії.

## Відомі висловлювання
- |  | Засоби масової інформації повинні бути збентежені і принижені, тримати свого рота закритим і просто слухати на деякий час. Я хочу, щоб це було процитовано: ЗМІ є опозиційною партією. Вони не розуміють цю країну. Вони до сих пір не втямили, чому Дональд Трамп є президентом Сполучених Штатів. Засоби масової інформації не звільнили або не відсторонили тих, хто критикував нашу <виборчу> кампанію. |

- |  | Я не білий націоналіст. Я — націоналіст. Я — економічний націоналіст. Я американський «перший хлопець». І в захопленні від націоналістичних рухів у всьому світі і неодноразово повторюю: сильні нації роблять великих сусідів. Я також неодноразово говорив, що етно-націоналістичний рух, відомий в Європі, буде змінюватися з плином часу. Я ніколи не був прихильником етнонаціоналізму. Чорні робочі і середній клас, латиноамериканські робочі і середній клас, так само і білі, серйозно постраждали внаслідок політики глобалізму. |

## Фільмографія
- The Indian Runner (1991)
- Titus (1999)
- In the Face of Evil: Reagan's War in Word and Deed (2004)
- Cochise County USA: Cries from the Border (2005)
- Border War: The Battle Over Illegal Immigration (2006)
- The Chaos Experiment (2009)
- Generation Zero (2010)
- Battle for America (2010)
- Fire from the Heartland: The Awakening of the Conservative Woman (2010)
- Still Point in a Turning World: Ronald Reagan and His Ranch (2011)
- The Undefeated (2011)
- Occupy Unmasked (2012)
- The Hope & The Change (2012)
- District of Corruption (2012)
- Sweetwater (2013)
- Rickover: The Birth of Nuclear Power (2014)
- The Last 600 Meters (2015)